# Лаоски кип
Лаоски кип (лаоски: ກີບ) је званична валута у Лаосу. Међународни код је LAK. Симбол за кип је ₭ или ₭N. Кип издаје Банка Лаоса. У 2019. години инфлација је износила 5,34%. Један кип састоји се од 100 ата.
Влада Слободног Кипа је у периоду од 1945. до 1946. издавала у Вијентијану пре него што је Француска преузела контролу над регионом. Кип је враћен као валута 1952. као замена за пијастру Француске Индокине.
Постоје новчанице у износима 1, 5, 10, 20, 50, 100, 500, 1000, 2000, 5000, 10000, 20000, 50000 и 100000 кипа и кованице 10, 20 и 50 ата.